# Наррос-дель-Пуерто
Наррос-дель-Пуерто (ісп. Narros del Puerto) — муніципалітет в Іспанії, у складі автономної спільноти Кастилія-і-Леон, у провінції Авіла. Населення — 41 особа (2010).
Муніципалітет розташований на відстані близько 110 км на захід від Мадрида, 27 км на південний захід від Авіли.

## Демографія
Динаміка населення (INE ):

## Галерея зображень

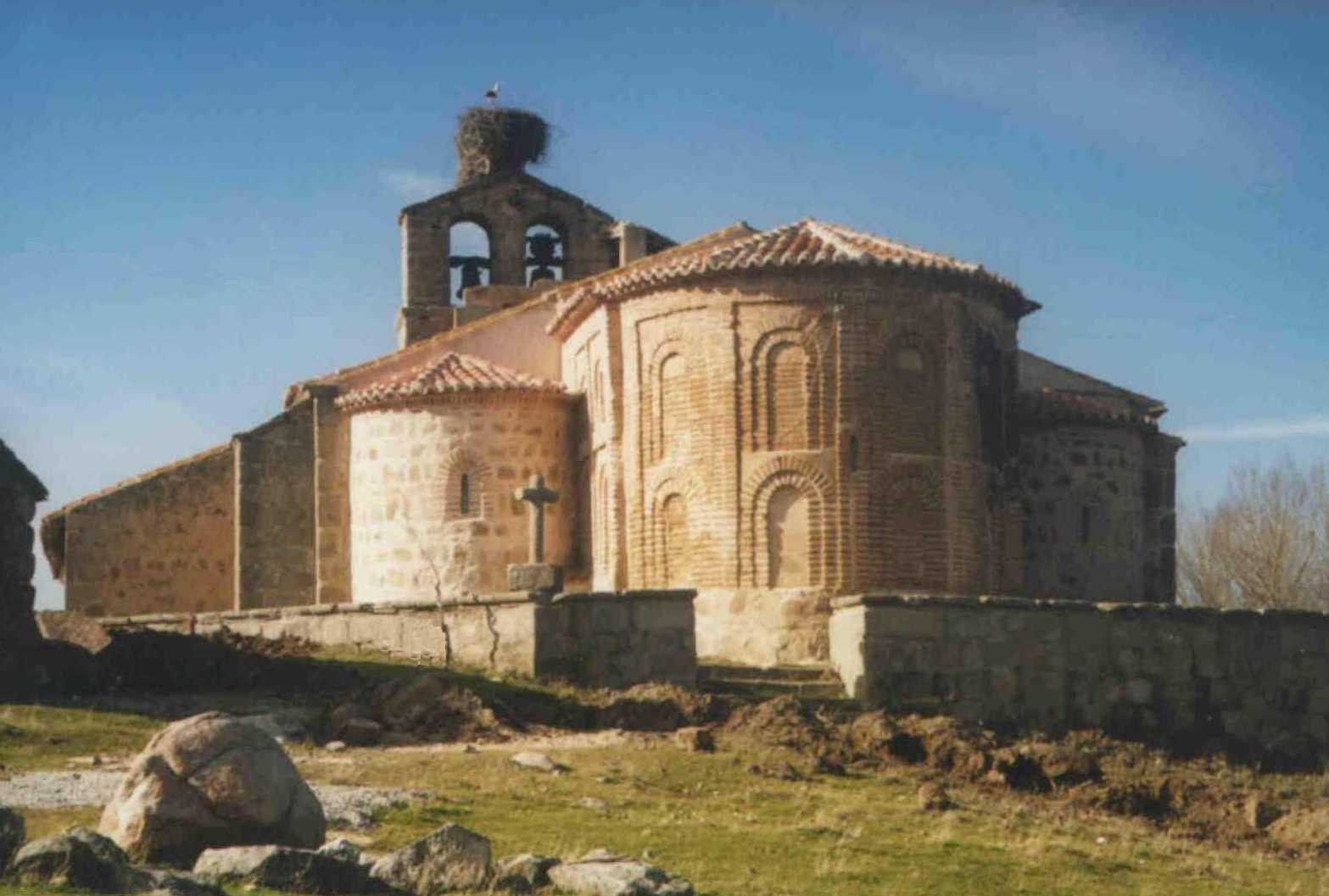
Церква Нуестра-Сеньйора-де-ла-Асунсьйон, Наррос-дель-Пуерто
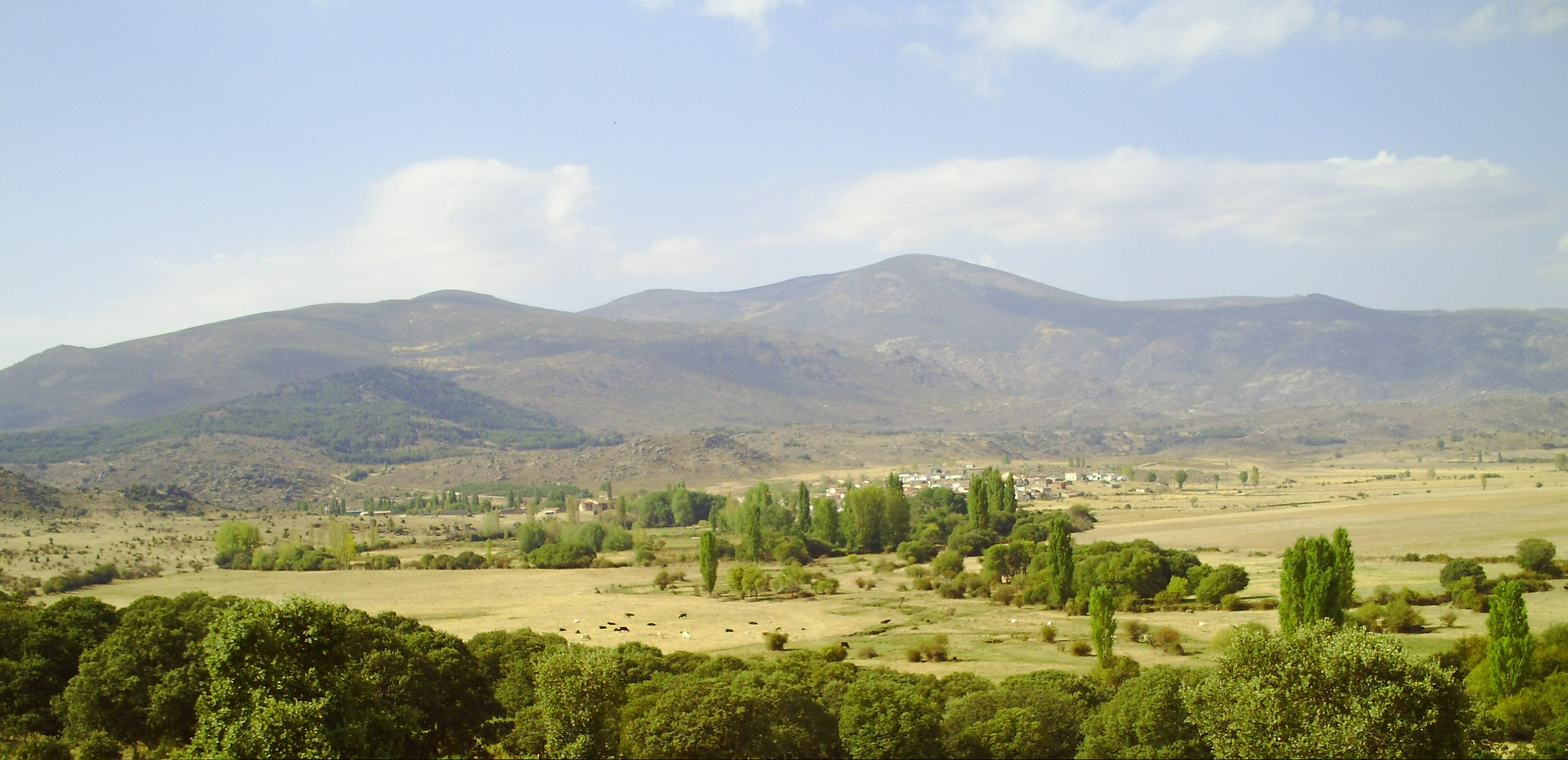
Наррос-дель-Пуерто